# Hatch Beauchamp
Hatch Beauchamp är en ort och civil parish i Storbritannien.   Den ligger i grevskapet Somerset och riksdelen England, i den södra delen av landet, 210 km väster om huvudstaden London. Hatch Beauchamp ligger 59 meter över havet och antalet invånare är 620.
Terrängen runt Hatch Beauchamp är platt åt nordost, men åt sydväst är den kuperad.Runt Hatch Beauchamp är det ganska tätbefolkat, med 160 invånare per kvadratkilometer. Närmaste större samhälle är Taunton, 8,4 km nordväst om Hatch Beauchamp. Trakten runt Hatch Beauchamp består till största delen av jordbruksmark.